# Mykobakteriophagen

„Mycobacteriophage ZoeJ“ (Gattung Timquatrovirus, Morphotyp Siphoviren) – Strukturmodell mit atomarer Auflösung

Als Mykobakteriophagen werden informell (nicht-taxonomisch) Viren bezeichnet, deren spezifischer Wirt zur Bakterien-Gattung der Mycobacterium (Mykobakterien) gehört.
Da diese Wirtsgattung Mitglied der Klasse Actinobacteria (Aktinobakterien) ist, werden diese Viren allgemeiner als Aktinobakteriophagen oder ganz allgemein als Bakteriophagen (kurz Phagen) klassifiziert.
Die ersten Mykobakteriophagen wurden aus den Bakterienspezies Mycobacterium smegmatis und Mycobacterium tuberculosis (alias Tuberkelbazillus, Erreger der Tuberkulose), isoliert.
Seitdem wurden mehr als 11.500 Mykobakteriophagen(stämme) aus verschiedenen klinischen Quellen und in der Umwelt isoliert, von diesen wurden 2.047 vollständig sequenziert (Stand 2. Oktober 2021).
Mykobakteriophagen sind wichtige Beispiele für lysogene Viren (speziell Phagen) und für die unterschiedliche Morphologie und Genomstrukturen, wie sie für eine ganze Reihe von Phagentypen charakteristisch sind.
Alle bisher gefundenen Mykobakteriophagen haben jedoch ein Doppelstrang-DNA-Genom und wurden aufgrund ihrer Struktur und ihres Aussehens vom Morphotyp als Siphoviren oder Myoviren klassifiziert. Sie gehören damit zur großen Klasse Caudoviricetes der Viren mit Kopf-Schwanz-Aufbau.

## Entdeckung
Das erste dokumentierte Beispiel eines Mykobakteriophagen ist ein 1946 isoliertes und 1947 beschriebenes Virus, das Mycobacterium smegmatis infiziert (Gardner & Weiser). Dieser (nicht näher bezeichnete) Phage wurde in Kulturen dieser Bakterien gefunden, die ursprünglich aus Proben von feuchtem Kompost isoliert worden waren.
Der erste Bakteriophage, der M. tuberculosis infiziert, wurde 1954 entdeckt (Froman et al.: „Mycobacterium-Phage D32“, vorgeschlagen). Dieser Phage infiziert M. tuberculosis H37Rv (daneben auch M. smegmatis mc²155 und ATCC 607).
Im gleichen Jahr wurde auch Mycobacterium-Phage D29 (alias Jinga3000 oder Lakes) von Froman et al. beschrieben, infiziert aber M. smegmatis mc²155.

## Diversität
Allein zu dem Wirtsstamms, Mycobacterium smegmatis mc²155 (auch mc2155 oder MC2 155 geschrieben) wurden über elftausend Mykobakterophagenstämme isoliert, von denen über 2.000 vollständig sequenziert wurden (Stand 2. Oktober 2021).
Diese stammen zumeist aus Umweltproben; Mykobakteriophagen wurden aber auch aus Stuhlproben von Tuberkulosepatienten isoliert,
die allerdings erst noch sequenziert werden müssen (Stand März 2014).
In einer Clusteranalyse der Genomsequenzen wurden etwa 30 verschiedene Typen oder „Cluster“ identifiziert, zwischen denen nur eine geringe Nukleotidsequenzähnlichkeit besteht – Ausreißer unter den Clustern mit nur einem Mitglied ohne Verwandten werden dabei auch „Singletons“ genannt. Viele der Cluster weisen eine so große Vielfalt auf, dass eine Unterteilung der Genome in Subcluster gerechtfertigt ist.
Auch der Gesamtgehalt an den Nukleinbasen Guanin und Cytosin (GC-Gehalt) variiert beträchtlich, von 50,3 — 70,0 %, mit einem Durchschnitt von etwa 64 %; beim Wirtsbakterium M. smegmatis beträgt dieser 67,3 %. Der GC-Gehalt des Phagen muss also nicht unbedingt mit dem seines Wirts übereinstimmen; die daraus resultierende Unterschiedlichkeit der Codon-Nutzungsprofile scheint nicht von Nachteil zu sein. Da immer noch neue Mykobakteriophagen ohne große DNA-Ähnlichkeit mit der bestehenden Sammlung entdeckt werden, und da es mindestens sieben Singletons gibt, für die keine Verwandten isoliert wurden, ist die Vielfalt dieser speziellen Population noch lange nicht vollständig bekannt.
Der Gesamtumfang von mehr als 50.000 Genen kann anhand ihrer gemeinsamen Aminosäuresequenzen in mehr als 3.900 Gruppen von Phagenproteinfamilien (so genannten „Phamilien“, englisch phamilies) eingeteilt werden.
Die meisten dieser Phamilien (~75 %) haben keine Homologe außerhalb der Mykobakteriophagen und sind von unbekannter Funktion.
Genetische Studien mit dem Mykobakteriophagen Giles zeigen, dass 45 % der Gene für das lytische Wachstum nicht essentiell sind.

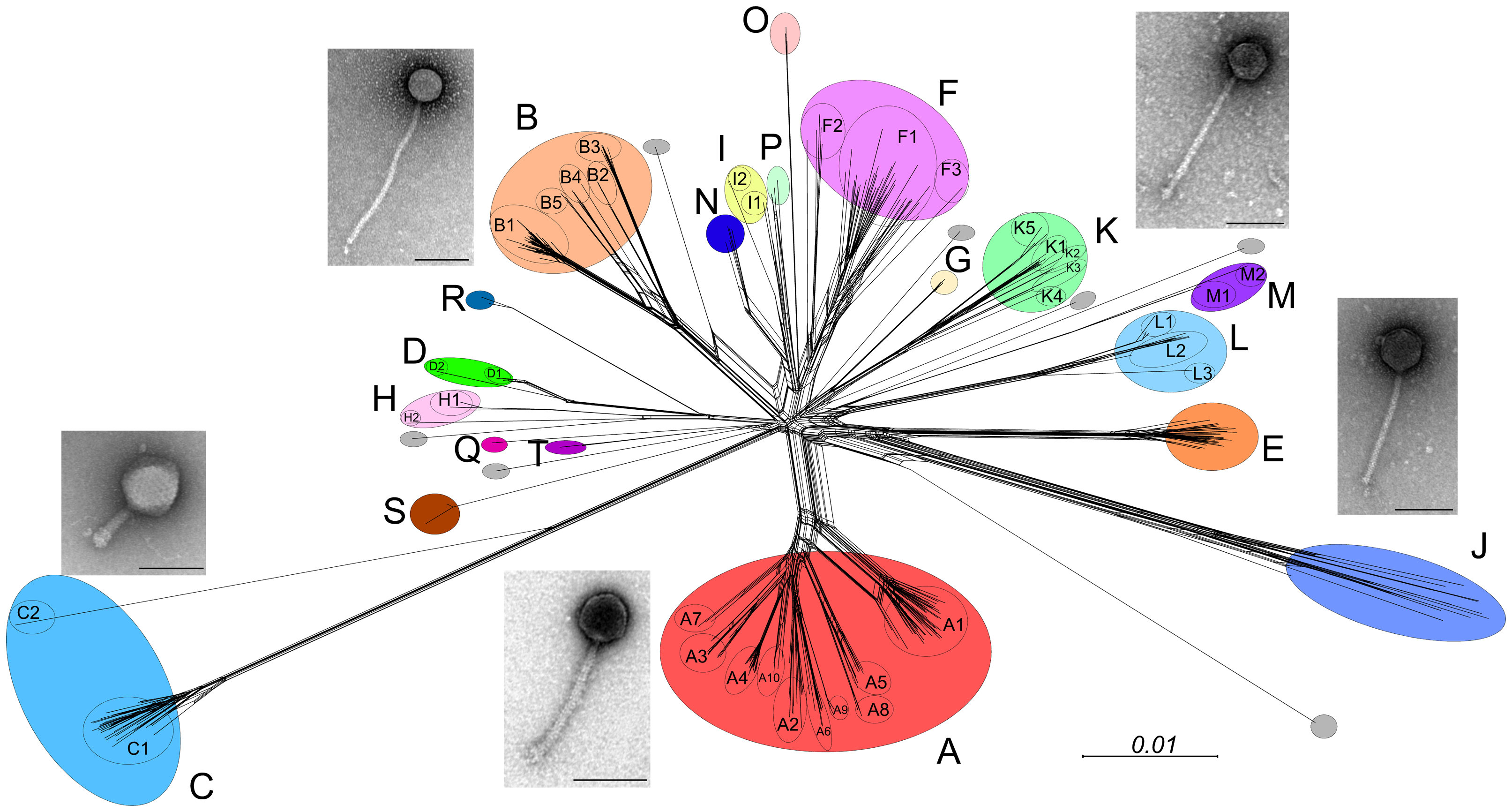
Diversität der Mykobakteriophagen. Die sequenzierten Genome von 471 Mykobakteriophagen wurden anhand ihres gemeinsamen Geninhalts und ihrer allgemeinen Nukleotidsequenzähnlichkeit in einer Clusteranalyse verglichen. Die farbigen Kreise umfassen die angegebenen Cluster A-T, während die grauen Kreise Singletons ohne nahen Verwandte darstellen. A1, A2, A3… bezeichnen Subcluster. Die mikroskopischen Aufnahmen zeigen die Morphotypen der myoviralen Phagen des Clusters C, die anderen sind alle von siphoviraler Morphologie – der Unterschied besteht vor allem in der Schwanzlänge: Cluster C hat myovirale, alle anderen Cluster dagegen siphovirale Morphologie (Balken 100 nm).
Alle untersuchten Phagen infizieren M. smegmatis mc²155, nur Phage DS6A infiziert M. tuberculosis H37Rv, und auch Cluster K und ein Teil von Cluster A infiziert diese Wirtsspezies.
Aus Hatfull (2014).

## Wirtsspektrum
Die Analyse des Wirtsspektrums zeigt, dass nicht alle Mykobakteriophagen von M. smegmatis mc²155 auch andere Stämme (oder gar Spezies) infizieren und dass nur Phage DS6A, die Phagen in Cluster K und in bestimmten Subclustern von A dagegen M. tuberculosis effizient infizieren.
Allerdings können von einigen Phagen leicht Mutanten isoliert werden, die ihr Wirtsspektrum erweitern, um andere Stämme zu infizieren.
Die molekulare Grundlage der Wirtsspezifität ist jedoch weitgehend unbekannt (Stand 2012/2014).

## Genom
Das erste sequenzierte Genom eines Mykobakteriophagen war das des Mykobakteriophagen L5 im Jahr 1993.
In den folgenden Jahren wurden Hunderte von weiteren Genomen sequenziert.
Mykobakteriophagen haben stark mosaikartige Genome. Ihre Genomsequenzen weisen auf einen umfangreichen horizontalen Gentransfer hin, sowohl zwischen Phagen untereinander als auch zwischen Phagen und ihren mykobakteriellen Wirten.
Vergleiche dieser Sequenzen haben dazu beigetragen, zu erklären, wie häufig ein solcher genetischer Austausch in der Natur vorkommen kann und wie Phagen zur Pathogenität ihrer Wirtsbakterien beitragen können.
Im Jahr 2009 wurden die Genome einer Auswahl von 60 isolierten Mykobakteriophagen sequenziert. Diese Genomsequenzen wurden mit verschiedenen Methoden zu Clustern zusammengefasst, um Ähnlichkeiten zwischen den Phagen festzustellen und ihre genetische Vielfalt zu untersuchen.
Mehr als die Hälfte der Phagenarten wurde ursprünglich in oder in der Nähe von Pittsburgh, Pennsylvania, gefunden, die anderen in anderen Orten der Vereinigten Staaten, in Indien und Japan.
In den Genomen der Mykobakteriophagen-Spezies verschiedener globaler Herkunft wurden dabei keine deutlichen Unterschiede festgestellt.
Es wurde zudem festgestellt, dass die Genome von Mykobakteriophagen eine Untergruppe von Genen enthalten, die einem schnelleren genetischen Fluss unterliegen als andere Elemente der Genome. Diese sog. Rapid-Flux-Gene werden häufiger zwischen Mykobakteriophagen ausgetauscht und sind in ihrer Sequenz 50 % kürzer als ein durchschnittliches Mykobakteriophagen-Gen.

## Anwendungen
In der Vergangenheit wurden Mykobakteriophagen zur „Typisierung“ (d. h. „Diagnose“) von Mykobakterien verwendet, da jeder Phage nur einen oder wenige Bakterienstämme (ein und derselben Spezies) infiziert.
In den 1980er Jahren wurden Phagen als Werkzeuge zur genetischen Manipulation ihrer Wirte entdeckt.
Beispielsweise wurde der Phage TM4 zur Konstruktion von Shuttle-Phasmiden verwendet, die sich als große Cosmide in Escherichia coli und als Phagen in Mykobakterien replizieren. Shuttle-Phasmide können in E. coli manipuliert und zum effizienten Einschleusen fremder DNA in Mykobakterien verwendet werden.
Vermutlich können Mykobakteriophagen für das Verständnis und die Bekämpfung von Mykobakterieninfektionen beim Menschen besonders nützlich sein. Es wurde ein System entwickelt, mit dem solche Phagen, mit einem Reportergen ausgestattet, zum Screening von Stämmen von M. tuberculosis auf Antibiotikaresistenz eingesetzt werden können.
In Zukunft könnten Mykobakteriophagen zur Behandlung von Infektionen per Phagentherapie eingesetzt werden.